# Nemesbük
Nemesbük Zala vármegye Keszthelyi járásában, Hévíz szomszédságában elterülő község.

## Megközelítése
A község jó minőségű aszfaltúton csak egy, Hévízről induló, hét kilométeres bekötőúton (a 73 178-as számú mellékúton) érhető el; Zalaköveskúttal egy számozatlan, önkormányzati fenntartású betonút köti össze. Külterületének nyugati részét egy rövid szakaszon érinti a 76-os főúttól Kehidakustány (Kustány) felé vezető 7335-ös út is.
A településre Keszthely–Hévíz felől mintegy tucatnyi autóbuszjárat közlekedik naponta.

## Története
A település első említése 1408-ból való. A kezdetektől fogva nemesi falu volt, ám sok nemesi család kifejezetten szegénynek számított, kevés földet birtokoltak. A 16. században sok jobbágy is vásárolt földet Nemesbükön, így egyre csökkent a nemesi telkek aránya. A török idők során több portyázásra is sor került a településen, de mindvégig lakott maradt. A falu híres volt jó minőségű földjeiről, ahol búzát termesztettek.
Új templomot 1777-ben kapott. A 19. században a falu fejlődése lassan történt, társadalmi összetételét tekintve még mindig 50% volt a nemesek aránya, akik közül többen szőlővel rendelkeztek Cserszegtomaj, Rezi és Alsópáhok községekben.
1930 és 1936 között Nemesbük része volt Zalaköveskút.
A második világháború után a település gyorsan modernizálódott, új házak épültek, 1948-ban bevezették a villanyt is. Nőtt az ingázók száma, akik elsősorban Keszthelyen és Hévízen, a szolgáltatási szektorban helyezkedtek el.
Az 1990-es években jelentősen megnőtt a falusi turizmus keretében a település utáni érdeklődés, amelyet a közeli, nagy turisztikai központok (Hévíz, Keszthely) közelségének és a falu csendességének köszönhető.

## Közélete

### Polgármesterei
- 1990–1994: Gosztonyi Ferenc (független)[4]
- 1994–1998: Kis Ottó (független)[5]
- 1998–2002: Vasas Anikó (független)[6]
- 2002–2005: Vasas Anikó (független)[7]
- 2005–2006: Dr. Simotics Barnabás Imre (független)[8]
- 2006–2010: Dr. Simotics Barnabás Imre (független)[9]
- 2010–2014: Dr. Simotics Barnabás Imre (független)[10]
- 2014–2019: Dr. Simotics Barnabás Imre (független)[11]
- 2019–2024: Dr. Simotics Barnabás (független)[12]
- 2024– : Dr. Simotics Barnabás (független)[1]

A településen 2005. április 24-én időközi polgármester-választást tartottak, az előző polgármester lemondása miatt.

## Népesség
A település népességének változása:
| Lakosok száma | 681  | 689  | 696  | 800  | 760  | 757  | 730  |
|               | 2013 | 2014 | 2015 | 2021 | 2022 | 2023 | 2024 |

A 2011-es népszámlálás idején a nemzetiségi megoszlás a következő volt: magyar 86,2%, cigány 1,5%, német 9,9%, román 0,6%. A lakosok 60,77%-a római katolikusnak, 3,1% reformátusnak, 1,7% evangélikusnak, 6,3% felekezeten kívülinek vallotta magát (25,2% nem nyilatkozott).
2022-ben a lakosság 72,9%-a vallotta magát magyarnak, 11,2% németnek, 0,4% románnak, 0,3% szerbnek, 0,1% ukránnak, 3,9% egyéb, nem hazai nemzetiségűnek (18% nem nyilatkozott; a kettős identitások miatt a végösszeg nagyobb lehet 100%-nál). Vallásuk szerint 36,8% volt római katolikus, 2,1% református, 0,8% görög katolikus, 0,4% evangélikus, 3,3% egyéb keresztény, 1,3% egyéb katolikus, 7,5% felekezeten kívüli (47,8% nem válaszolt).

## Külső hivatkozások
- Nemesbük a wiki.utikonyvem.hu oldalán